# Трамвай у Куенка
Трамвай у Куенка (ісп. Tranvía de Cuenca) — трамвайна лінія в місті Куенка, Еквадор. Перша сучасна трамвайна лінія в Еквадорі.

## Історія
Перші плани будівництва трамвайної мережі виникли у міської влади у 2008 році, наступного року було замовлене техніко-економічне обгрунтування проекту. Будівництво трамвайної лінії в місті розпочалося у листопаді 2013 року. Перші вагони почали надходити до міста у 2015 році. Тестові випробування рухомого складу на лінії розпочалися влітку 2018 року, тестова експлуатація всієї лінії почалася у лютому 2019 року. На регулярній основі трамваї почали курсувати містом 25 травня 2020 року з урахуванням ковідних обмежень. Перші 60 днів роботи лінії проїзд був безоплатним.

## Лінія
Лінія проходить з північного сходу на південний захід, на лінії розташовані 27 зупинок. У зв'язку з тим що лінія проходить вузькими вулицями історичного центра, частина лінії побудована одноколійною, паралельними вулицями. Також через те що в центрі розташовані численні історичні пам'ятки було вирішено відмовитись від будівництва повітряної контактної мережі на центральній ділянці, натомість віддати перевагу значно дорожчій в будівництві системі наземного живлення рухомого складу. Загальна довжина ділянки без дротів 2,1 км. Поїздка між кінцевими зупинками займає приблизно 35 хвилин, інтервал руху становить 6 — 10 хвилин.

## Рухомий склад
Лінію обслуговують 14 п'ятисекційних, низькопідлогових трамваїв Alstom Citadis, розрахованих на перевезення 290 пасажирів. Трамваї побудовані у Франції, мають довжину понад 32 та ширину 2,4 метра

## Галерея

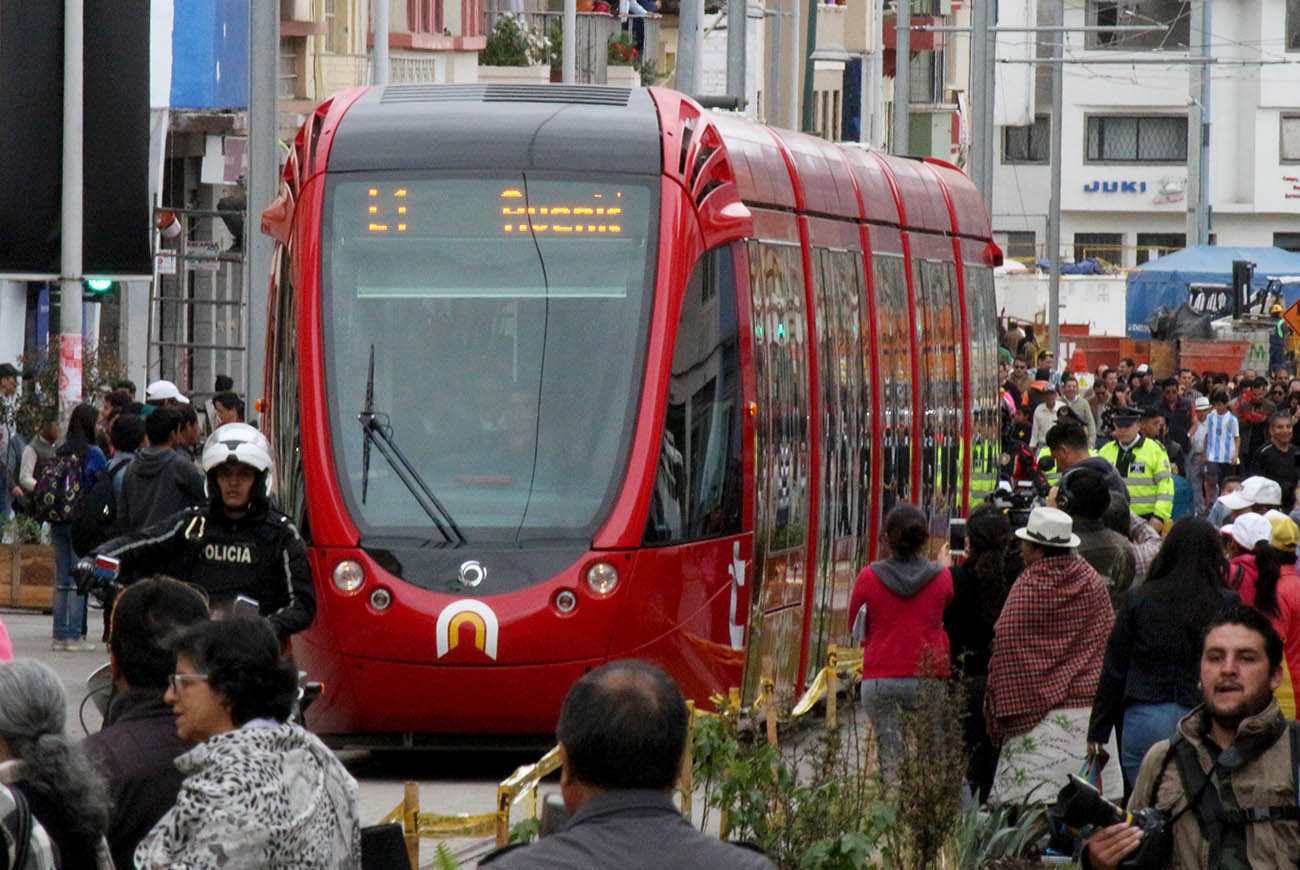
Тестова експлуатація (літо 2018 року)
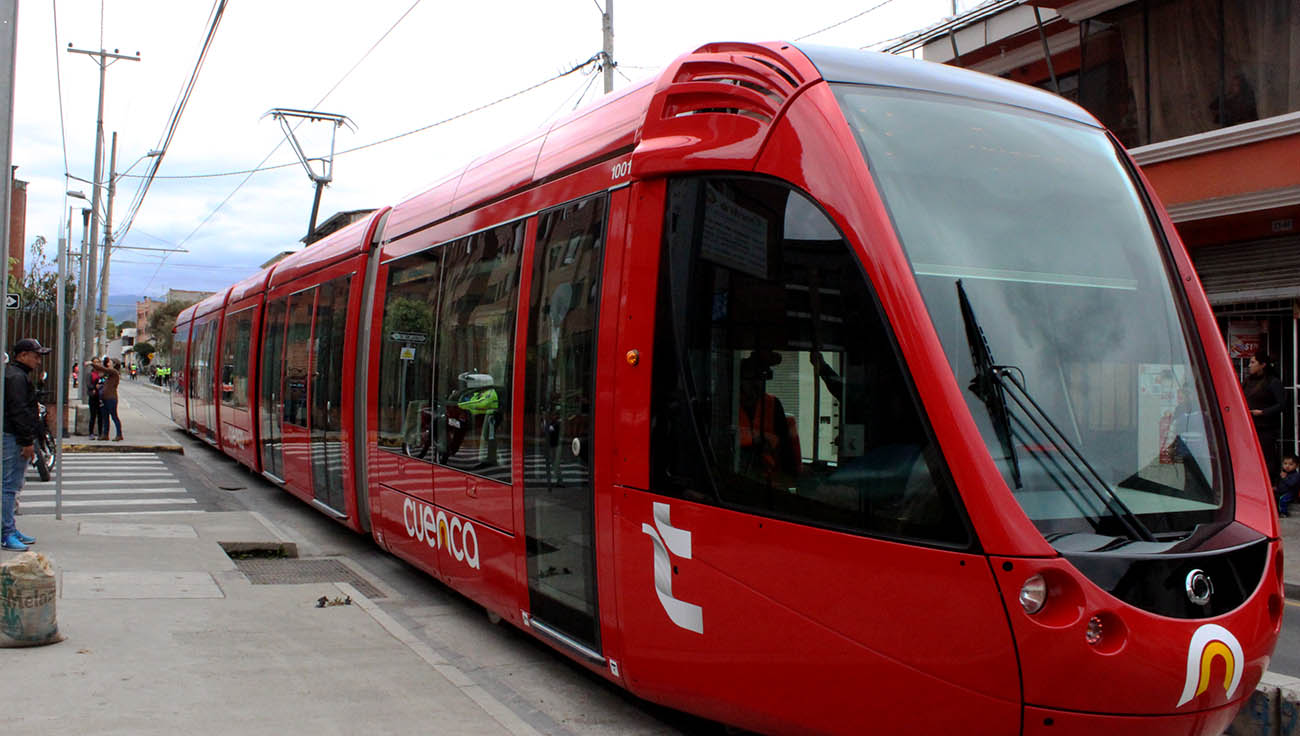
Трамвай Alstom Citadis
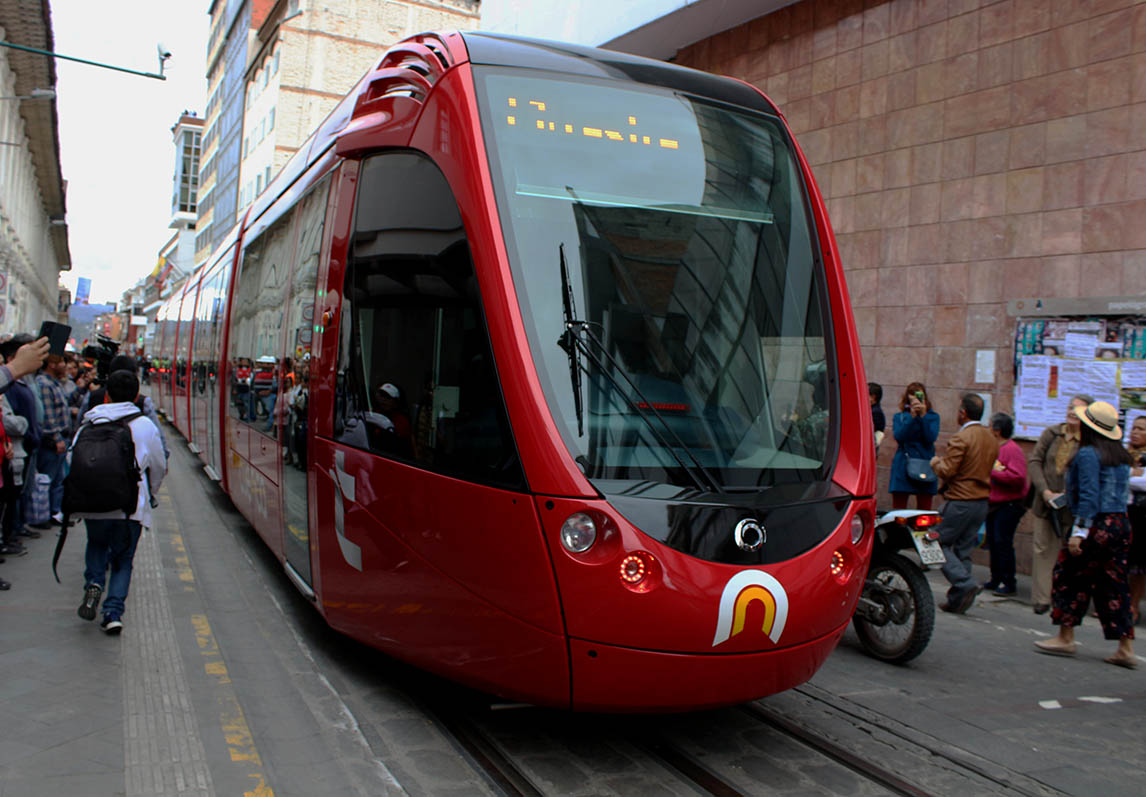
Трамвай на ділянці з наземним джерелом живлення